# Not invented here
No inventado aquí (Not invented here, NIH ) es la tendencia a evitar el uso o la compra de productos, investigaciones, estándares o conocimientos de fuentes externas. Generalmente es adoptado por culturas sociales, corporativas o institucionales. La investigación muestra un fuerte sesgo en contra de las ideas externas.
Las razones para no querer utilizar el trabajo de otros son variadas, pero pueden incluir el deseo de apoyar una economía local en lugar de dar beneficios a un titular de licencia o patente extranjero, miedo a la infracción de patente, falta de comprensión del trabajo extranjero, falta de voluntad para reconocer o valorar el trabajo de terceras partes, los celos, la perseverancia de creencias o formar parte de una guerra territorial más amplia. Como fenómeno social, esta tendencia puede manifestarse como una falta de voluntad para adoptar una idea o producto porque se origina en otra cultura, una forma de tribalismo .
El término se usa típicamente en un sentido peyorativo. La predisposición opuesta a veces se denomina "orgullosamente encontrado en otro lugar" (proudly found elsewhere, PFE) o "inventado en otro lugar".

## En informática
En programación, el "síndrome NIH" se refiere a la creencia de que los desarrollos internos son intrínsecamente más adecuados, más seguros, más controlados, más rápidos de desarrollar e incurren en un costo total menor (incluido el costo de mantenimiento) que las implementaciones ya existentes.[cita requerida]
En algunos casos, software ya existente con la misma funcionalidad se vuelve a implementar solo para permitir el uso de una licencia de software diferente. Un método para hacerlo es el diseño de salas blancas .